# Eleição municipal de Petrolina em 2000
A eleição municipal de Petrolina realizou-se em 1 de outubro de 2000, como parte das eleições nos 26 estados brasileiros, para a eleição de um prefeito, um vice-prefeito e mais 21 vereadores para a administração da cidade. Não houve segundo turno, mesmo que os candidatos não atinjam 50%+1 dos votos validos pois a cidade não tinha o numero de eleitores mínimos exigidos pela constituição pra eleição em dois turno. O prefeito e o vice-prefeito eleitos assumiram os cargos no dia 1 de janeiro de 2001 e seus mandatos terminaram no dia 31 de dezembro de 2004.
O então prefeito Guilherme Coelho seria beneficiado pela Emenda Constitucional n°16/1997 podendo concorrer a reeleição mas como estava mal avaliado pelo população decidiu não concorrer, como vinha ocorrendo desde da eleição municipal de Petrolina em 1988 a disputa foi entre o grupo de Osvaldo Coelho e grupo de Fernando Bezerra Coelho, essa divisão da família perdurou ate a morte de Osvaldo Coelho em 2015. Os vereadores eleitos viriam a ser os responsáveis por uma reformulação na Lei Orgânica da Cidade.

## Candidatos aPrefeitode Petrolina
| N  | Candidatos a Prefeito | Candidatos a Prefeito     | Candidatos a Prefeito | Candidatos a Vice-prefeito   | Candidatos a Vice-prefeito | Coligação                                                                           |
| -- | --------------------- | ------------------------- | --------------------- | ---------------------------- | -------------------------- | ----------------------------------------------------------------------------------- |
| 23 |                       | Fernando Bezerra Coelho   | PPS                   | Isabel Cristina de Oliveira  | PT                         | Unidade por Petrolina: PPS, PT, PSDB, PHS, PSL, PC do B, PT do B, PTB, PV, PST, PAN |
| 25 |                       | Luiz Eduardo Viana Coelho | PFL                   | Márcia Maria Reis Cavalcante | PMDB                       | Renova Petrolina: PFL, PMDB                                                         |
| 40 |                       | Gonzaga Patriota          | PSB                   | Joaquim Coelho Neto          | PDT                        | Frente de Libertação de Petrolina: PSB, PDT, PPB                                    |

## Resultados

### Prefeito
| Candidato               | Candidato Vice               | 1º Turno 1 de outubro de 2000 | 1º Turno 1 de outubro de 2000 |
| Candidato               | Candidato Vice               | Votação                       | Votação                       |
| Candidato               | Candidato Vice               | Total                         | Porcentagem                   |
| ----------------------- | ---------------------------- | ----------------------------- | ----------------------------- |
| Fernando Bezerra Coelho | Isabel Cristina de Oliveira  | 59.123                        | 62.4%                         |
| Luiz Eduardo Coelho     | Márcia Maria Reis Cavalcante | 30.493                        | 32.2%                         |
| Gonzaga Patriota        | Joaquim Coelho Neto          | 5.166                         | 5.4%                          |
| Total de votos válidos  | Total de votos válidos       | 94.782                        | 100%                          |
| Votos apurados          |                              |                               |                               |
| Votos Válidos           | Votos Válidos                | 94.782                        | 92%                           |
| Votos Brancos           | Votos Brancos                | 1.433                         | 1%                            |
| Votos Nulos             | Votos Nulos                  | 6.525                         | 6%                            |
| Total votos Apurados    | Total votos Apurados         | 102.740                       | 100%                          |
| Eleitores               |                              |                               |                               |
| Comparecimento          | Comparecimento               | 102.740                       | 83%                           |
| Abstenções              | Abstenções                   | 19.953                        | 16%                           |
| Total de eleitores      | Total de eleitores           | 136.844                       | 100%                          |
| Eleito(a)               |                              |                               |                               |

| Partido | Partido | Candidato                 | Votos  | Votos (%) |
| ------- | ------- | ------------------------- | ------ | --------- |
|         | PPS     | Fernando Bezerra Coelho   | 59 123 | 62,38%    |
|         | PFL     | Luiz Eduardo Viana Coelho | 30 493 | 32,17%    |
|         | PSB     | Gonzaga Patriota          | 5 166  | 5,45%     |
| Totais  | Totais  | Totais                    | 94 782 |           |

### Vereadores
|     | Vereadores Eleitos                              | Partido | Voto  |
| --- | ----------------------------------------------- | ------- | ----- |
| 1°  | Paulo Afonso de Souza                           | PPS     | 2.095 |
| 2°  | Armando Ferreira do Nascimento                  | PFL     | 1.932 |
| 3°  | Odacy Amorim de Souza                           | PPS     | 1.660 |
| 4°  | Deilson Freire Mororó                           | PSL     | 1.617 |
| 5°  | Miguel Antônio de Amorim                        | PFL     | 1.607 |
| 6°  | Teresinha Teixeira Coelho                       | PPS     | 1.558 |
| 7°  | Durval de Andrade Araújo                        | PPS     | 1.555 |
| 8°  | José Crispiniano Coelho(Dede da Simpatia)       | PFL     | 1.549 |
| 9°  | Antônio de Jesus Moreno Pinto(Padre Antônio)    | PT      | 1.499 |
| 10° | José Batista da Gama                            | PFL     | 1.468 |
| 11° | Ruy Wanderley Gonçalves de Sá                   | PSL     | 1.452 |
| 12° | Augusto César Rodrigues Durando                 | PFL     | 1.441 |
| 13° | Francisco Patriota de Souza(Patriota da Sadcon) | PL      | 1.406 |
| 14° | Paulo Cavalcanti Rodrigues                      | PPS     | 1.358 |
| 15° | Ibamar Fernandes Lima                           | PRTB    | 1.328 |
| 16° | Francisco Sávio de Carvalho(Chico Freire)       | PPS     | 1.327 |
| 17° | Antônio Quirino                                 | PSB     | 1.296 |
| 18° | Francisco Pereira da Silva(Chico do Carranca)   | PSL     | 1.220 |
| 19° | Antônio Passos Ferreira(Toninho)                | PRTB    | 1.169 |
| 20° | Manoel Nunes Pereira(Bembem)                    | PSL     | 955   |
| 21° | Jefferson de Souza Correia(Ferson)              | PRN     | 654   |

| Partido | Partido | Votos | Votos (%) |
| ------- | ------- | ----- | --------- |
|         | PPS     | 6     | 28,57%    |
|         | PFL     | 5     | 23,81%    |
|         | PSL     | 4     | 19,05%    |
|         | PRTB    | 2     | 9,52%     |
|         | PT      | 1     | 4,76%     |
|         | PRN     | 1     | 4,76%     |
|         | PL      | 1     | 4,76%     |
|         | PSB     | 1     | 4,76%     |
| Totais  | Totais  | 21    |           |